# Zaskrońcowate
Zaskrońcowate (Natricinae) – podrodzina węży z rodziny połozowatych (Colubridae). Żyją na wszystkich kontynentach oprócz Australii i Antarktydy. Osiągają od 50 do 200 cm długości. Uzębienie typu opisthoglypha. Głowa pokryta dużymi tarczkami, łuski zwykle z wyraźnym kilem. W Polsce występuje zaskroniec zwyczajny i stwierdzony po raz pierwszy w 2009 roku zaskroniec rybołów.

## Rozmnażanie
Jajorodność lub jajożyworodność.

## Zagrożenie
Większość nie jest jadowita. Nieliczne warunkowo jadowite.

## Rodzaje
Do  podrodziny zaliczane jest 277 gatunków zgrupowanych w 38 rodzajach:

- Afronatrix – jedynym przedstawicielem jest Afronatrix anoscopus
- Amphiesma
- Amphiesmoides – jedynym przedstawicielem jest Amphiesmoides ornaticeps
- Anoplohydrus – jedynym przedstawicielem jest Anoplohydrus aemulans
- Aspidura
- Atretium – jedynym przedstawicielem jest Atretium schistosum
- Blythia
- Clonophis – jedynym przedstawicielem jest Clonophis kirtlandii
- Fowlea
- Hebius
- Helophis – jedynym przedstawicielem jest Helophis schoutedeni
- Herpetoreas
- Hydrablabes
- Hydraethiops
- Iguanognathus – jedynym przedstawicielem jest Iguanognathus werneri
- Isanophis – jedynym przedstawicielem jest Isanophis boonsongi
- Limnophis
- Liodytes
- Lycognathophis – jedynym przedstawicielem jest Lycognathophis seychellensis
- Natriciteres
- Natrix
- Nerodia
- Opisthotropis
- Pseudagkistrodon – jedynym przedstawicielem jest Pseudagkistrodon rudis
- Regina
- Rhabdophis
- Rhabdops
- Sahyadriophis
- Seminatrix – jedynym przedstawicielem jest Seminatrix pygaea
- Smithophis[7]
- Storeria
- Thamnophis
- Trachischium
- Trimerodytes
- Tropidoclonion – jedynym przedstawicielem jest Tropidoclonion lineatum
- Tropidonophis
- Virginia
- Xenochrophis